# ハインリヒ・ゲオルゲ
ハインリヒ・ゲオルゲ（ドイツ語: Heinrich George, 1893年10月9日 - 1946年9月25日）は、ドイツの俳優。『メトロポリス』のグロット役や『コルベルク』のヨアヒム・ネッテルベック役で知られている。

## 生涯
現在はポーランド領となっているシュテティーンに海軍軍人の息子として生まれる。中等学校を中退して俳優修業に入り、第一次世界大戦に従軍。復員後の1921年にルードウィヒ・ヴェルガー監督の『クリスティーヌ・フォン・ヘレのロマンス』に出演して実質的な銀幕デビューとなった。この頃のハインリヒはドイツ共産党に入党し、ベルトルト・ブレヒトの演出で出演したこともあった。
その後、エリザベート・ベルクナーやアレクサンダー・グラナックと共にベルリン国民劇場に取り組み、フリッツ・ラング監督の『メトロポリス』に出演。ナチス政権獲得後は左翼活動の前歴から遠ざけられていたが、ヒトラーユーゲントを描いたプロパガンダ映画『ヒトラー青年クヴェックス』に出演して以降はナチスのプロパガンダ映画に出演するばかりかヨーゼフ・ゲッベルスからベルリン・シラー劇場の総監督を任されている。1943年の50歳の誕生日にはアドルフ・ヒトラー直々総支配人の地位と肖像画を授与されている。その一方でナチスから好ましからざる人物として遠ざけられていたヴィルヘルム・フレンガーやロバート・ミュラーなどを自らの職場で重用した一面もある。
第二次世界大戦終結後は演劇・映画部門でのナチスの重要人物と見なされ、ソ連軍に逮捕されザクセンハウゼン特別収容所に収容。そこで健康を損ね、虫垂炎の手術の予後不良で死去した。

## 出演作品
- クリスティーヌ・フォン・ヘレのロマンス（1921年、ディーター・フォン・ヘレ伯爵）
- 恋のネルスン（1921年、ペイン大尉）
- 英独大海戦（1926年、オーバーマート・レーワー）
- メトロポリス（1926年、グロット）
- 二重結婚（1927年、オットー・エンゲル）
- 伯林の処女（1928年、オットー・ハンケ）
- 地平線（1929年、ニキータ）
- 悪魔の寵児──大詐欺師マノレスク（1929年、ジャック）
- 掘削機一〇一〇号（1929年、監督）
- ドレフュス（1930年、エミール・ゾラ）
- 1914──平和・その最後の日々（1930年、ジャン・ジョレス）
- 旅愁（1931年、フォークランド卿）
- 海が呼んでいる（1932年、テリエ・ヴィッゲン）
- ヒトラー青年クヴェックス（1933年、父親）
- 卒業試験（1933年、ブローダーセン校長）
- 大立て者（1935年、カルステン・ベルニック）
- ジャンヌ・ダルク（1935年、ブルゴーニュ公フィリップ）
- 最後の一兵まで（1937年、司令官）
- 人民の敵（1937年、ハンス・ストックマン）
- 故郷（1938年、レオポルト・フォン・シュヴァルツェ）
- 白夜の果てに（1940年、郵便局長）
- ユダヤ人ジュース（1940年、ヴュルテンベルク公カール・アレクサンダー）
- コルベルク（1945年、ヨアヒム・ネッテルベック）